# Новоягодинское сельское поселение
Новоягодинское сельское поселение — сельское поселение в Знаменском районе Омской области.
Административный центр — село Новоягодное (с. Новоягодное. Телефон 8(38179) 34-1-43)

## География
Расстояние до районного центра 62 км.
Площадь Новоягодинского сельского поселения составляет — 1284 кв. км, или 36 % от территории Знаменского муниципального района.
Основными природными ресурсами поселения являются:
• подземные воды хозяйственно-питьевого назначения хорошего качества. Имеются 3 скважины, эксплуатируется хозяйствующими субъектами 2. Суммарный годовой отбор воды — 7,5 тыс. куб. м.
• лесной фонд — 81 % от площади поселения, общий запас древесины — 9,312 млн куб. м. Ведётся промышленная заготовка и переработка древесины на территории поселения.
Общая площадь земельных ресурсов составляет 7870,8 тыс. га.

## История
Новоягодинское сельское поселение образовано в 1798 году.

## Административное деление
| статус  | населённый пункт | год основания |
| ------- | ---------------- | ------------- |
| село    | Новоя́годное      | 1798          |
| село    | Ларио́новка       | 1895          |
| деревня | А́йлинка          | 1897          |
| деревня | Новопокро́вка     | 1897          |
| деревня | Та́боры           | 1894          |
| посёлок | У́сть-Ши́ш         | 1850          |

## Население
Население на 01.01.2011 составляет 1164 человека.

## Инфраструктура
Протяжённость дорог составляет 83,6 км. Дороги с твёрдым покрытием отсутствуют.